# Dicky Brand
Dicky Brand (Utrecht, 1955) is een Nederlands beeldhouwer, tekenaar en fotograaf.

## Leven en werk
Brand werd opgeleid aan de Rotterdamse Academie voor Beeldende Kunsten (1974-1979). Ze maakt metershoge abstracte beelden en kleinere objecten. Haar werk werd onder meer geëxposeerd bij het Museum Boijmans Van Beuningen, Beelden aan Zee, Gemeentemuseum Helmond en het Nederlands Architectuurinstituut. Naast beelden maakt ze prenten en tekeningen. In 1993 werd een deel van haar tekeningen in boekvorm gepubliceerd. In 2002 werd Brand docent vormgeven aan de Technische Universiteit Delft. Rond 2010 ging ze zich toeleggen op landschapsfotografie; ze maakt vooral foto's op het eiland Ameland, van "een landschap dat niet verandert en toch nooit hetzelfde is".

## Werken (selectie)
- Waar ben je bang voor? (1987), Dobbepark, Zoetermeer
- Blauwe poort ook wel Staatsliedenpoort of Maria Poort (1988), Van Beuningenstraat, Amsterdam
- Het huis aan het water (1989), Zuider Amstelkanaal, Amsterdam
- Monument voor een boom (1990), Park Palenstein, Zoetermeer (stond tot 2014 aan de Dorpstraat)
- Boom van Dicky (1992), Kronenburgersingel, Nijmegen
- Viering (1995), Weteringplantsoen, Aalsmeer
- Vrijheidsbeeld (1995), bij gemeentehuis, Ridderkerk
- Baken (1997), Park Adegeest, Voorschoten
- Glorie (1998), Eikenlaan / Schenkelweg, Groenewoud, Spijkenisse
- De tulp (2003), Essenlaan, Sassenheim
- Tempus Fugit (De tijd vliegt) (2006), Marinemuseum (Den Helder)

## Afbeeldingen

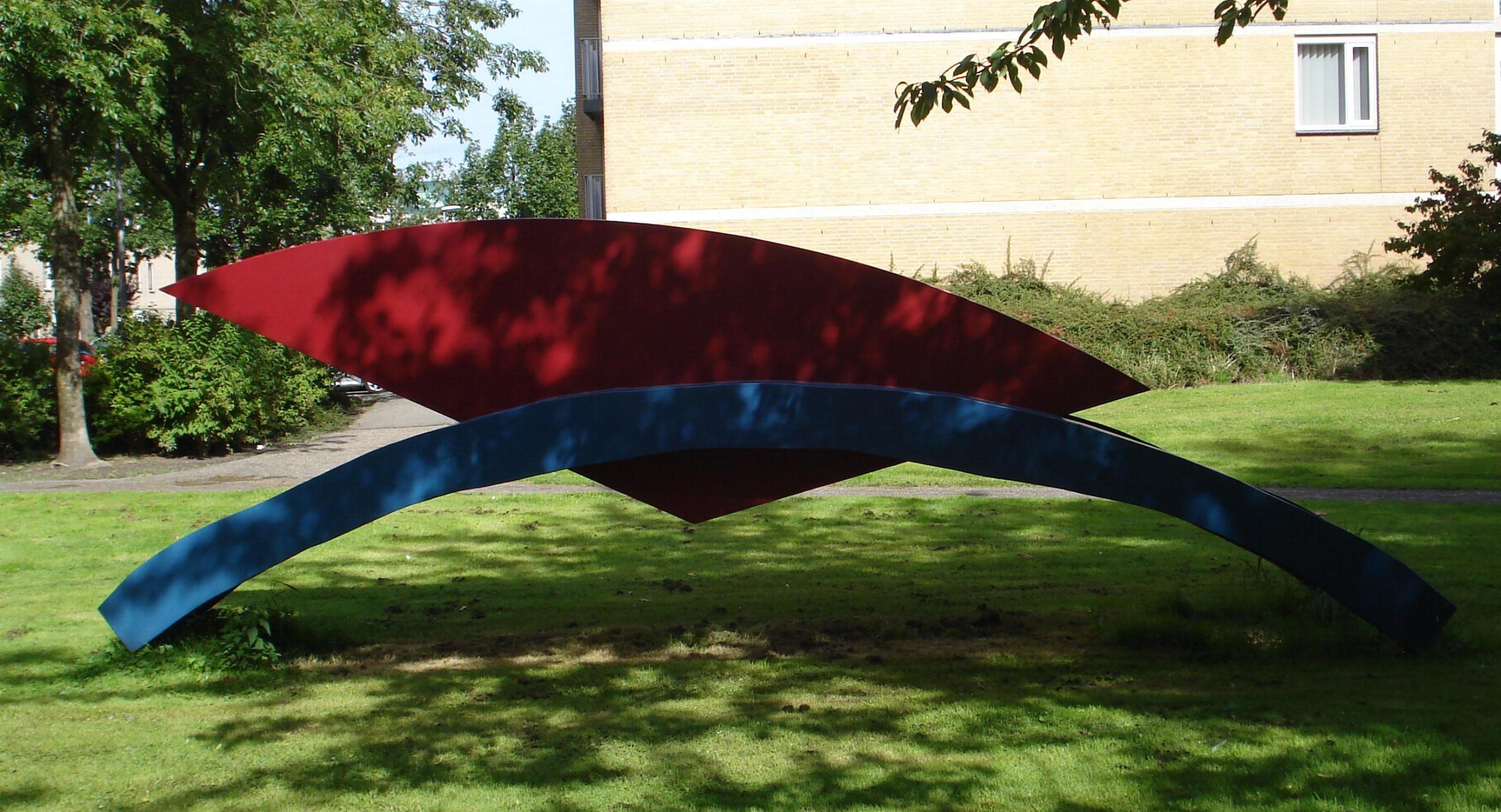
Waar ben je bang voor?
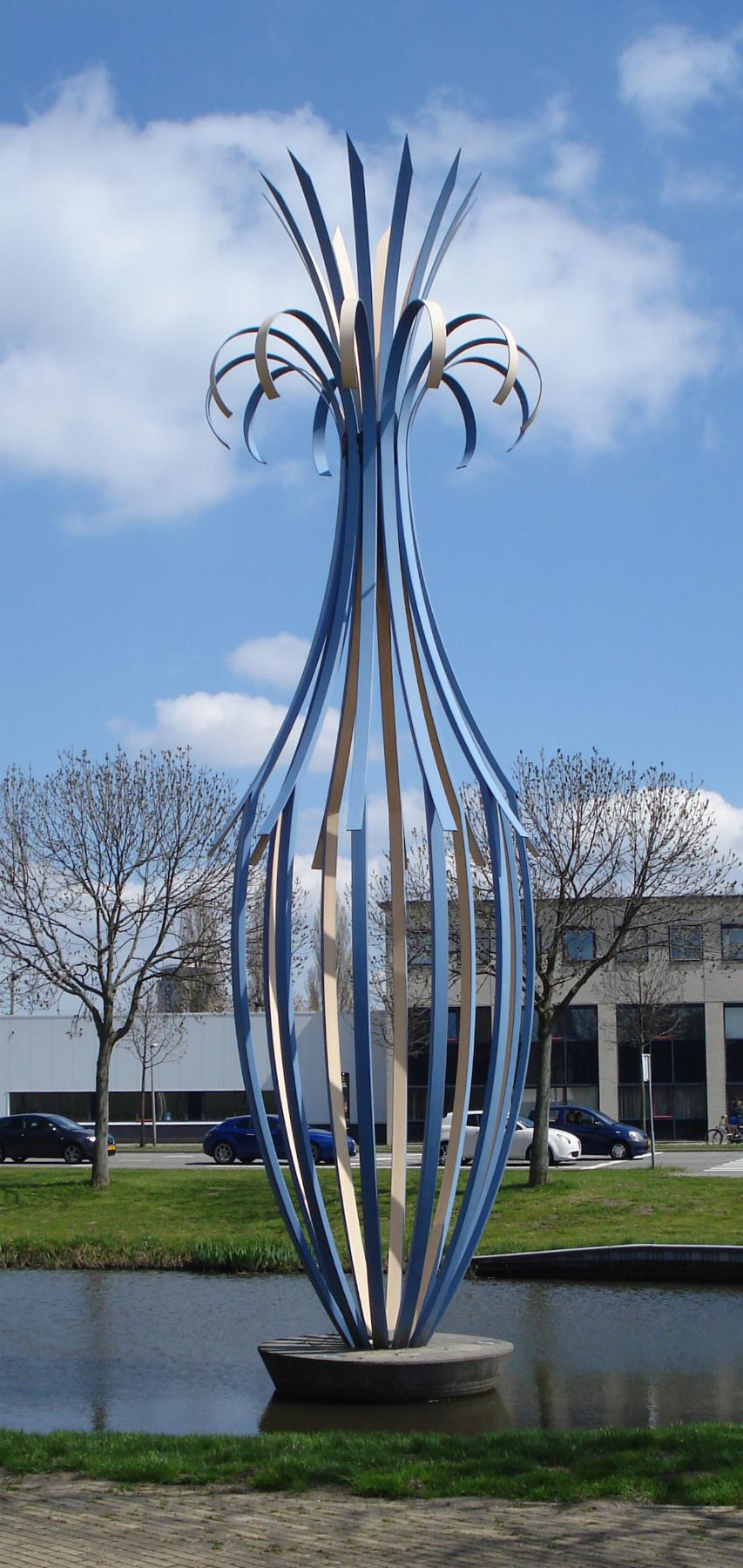
Glorie
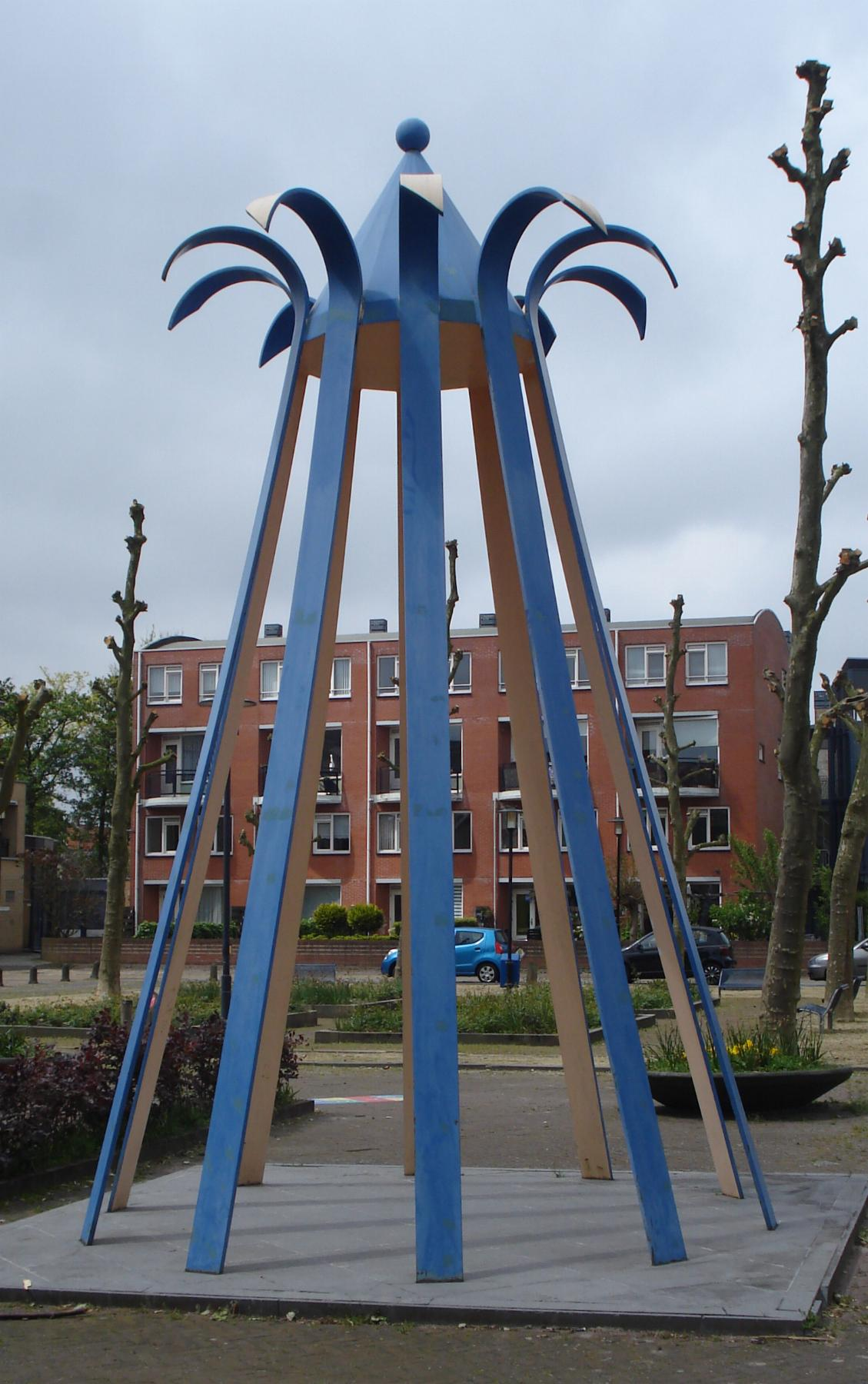
Viering
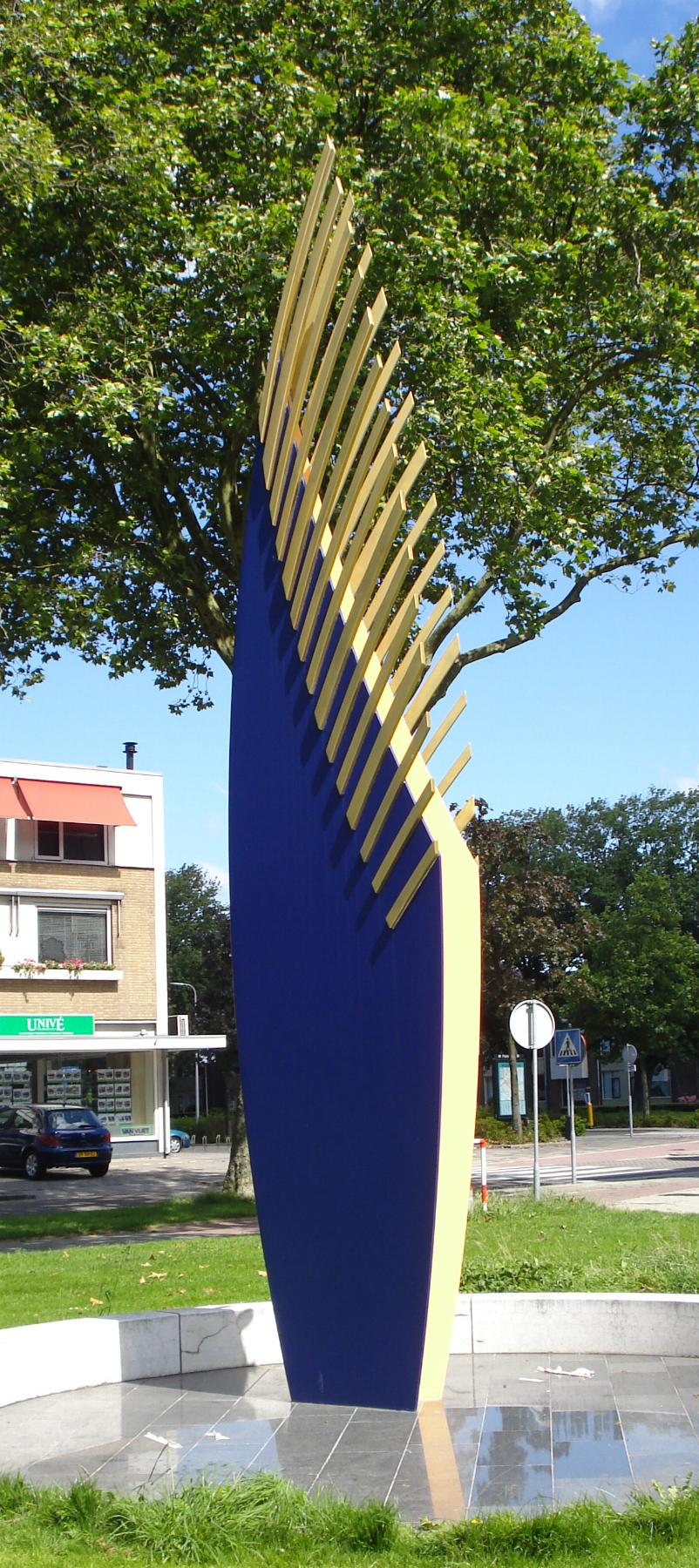
Vrijheidsbeeld
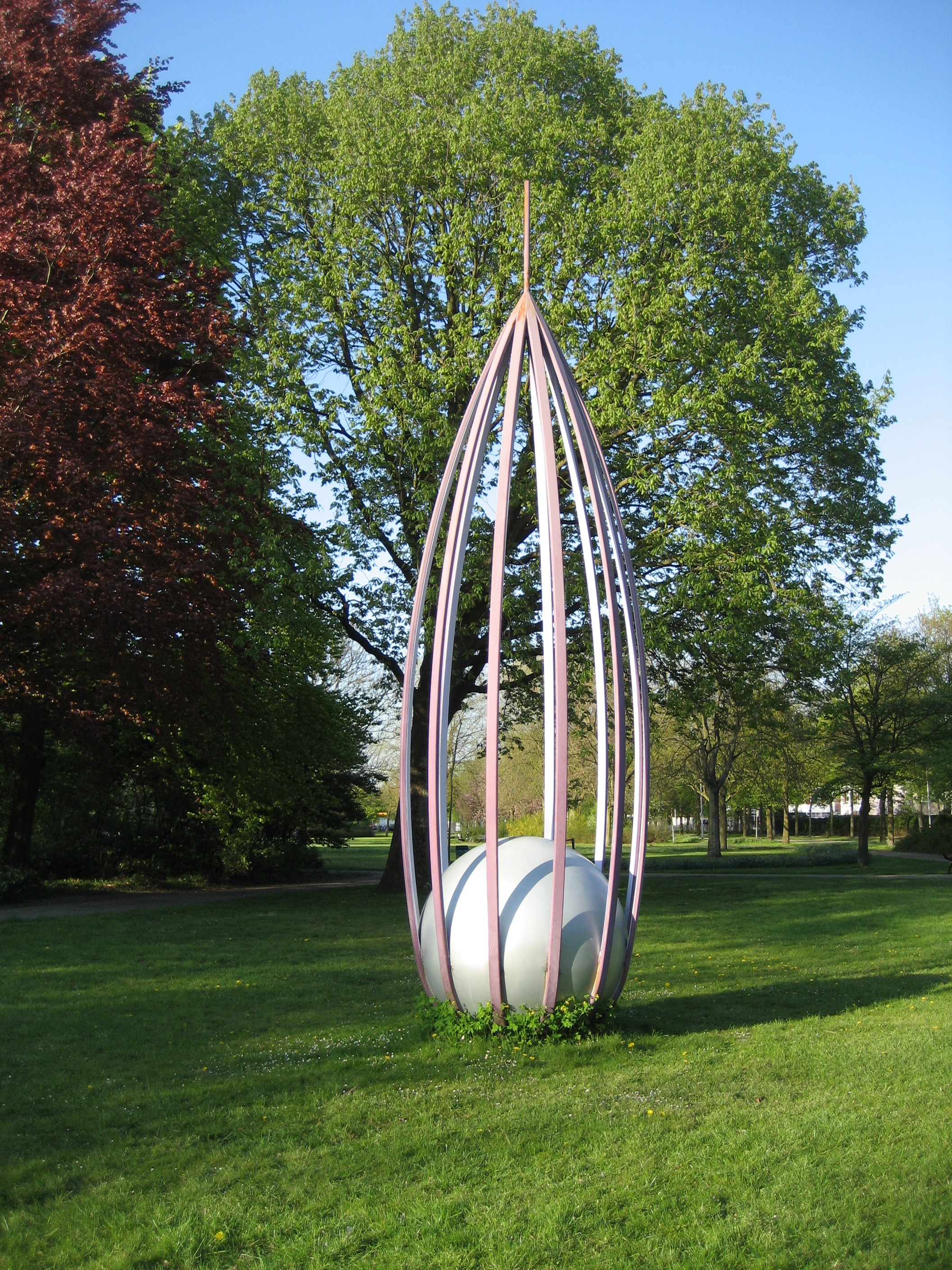
Baken (Voorschoten)

- Gemeinsame Normdatei: 1162599960
- RKD-Nederlands Instituut voor Kunstgeschiedenis: 12009
- Virtual International Authority File: 3410153184546327100008